# NGC 4225
NGC 4225 (również PGC 39337) – galaktyka spiralna (S0-a), znajdująca się w gwiazdozbiorze Kruka. Odkrył ją John Herschel 9 marca 1828 roku.